# یدوما (شهرستان پینژسکی، استان آرخانگلسک)
یدوما (به لاتین: Yedoma) یک منطقهٔ مسکونی در روسیه است که در استان آرخانگلسک واقع شده‌است.